# 乌鲁木齐县
乌鲁木齐县（維吾爾語：ئۈرۈمچى ناھىيىسى‎）是中国新疆维吾尔自治区乌鲁木齐市所辖的一个县。县人民政府駐板房溝鎮南華路99號。

## 历史
明代及清初，乌鲁木齐县境先属蒙古厄鲁特四部之一的和硕特部，后属准噶尔部。清乾隆二十四年（1759年），由乌鲁木齐副都统负责乌鲁木齐屯田及贸易事务。1760年，设立乌鲁木齐厅，隶属安西道。乾隆三十八年（1773年），乌鲁木齐厅改为迪化直隶州，隶属甘肃省。光绪十二年（1886年），迪化直隶州升为迪化府，并设立迪化县。民国时期，迪化县先后隶属迪化道、迪化区行政长公署、迪化区行政督察专员公署。民国10年（1921年），设迪化县三道坝县佐。民国17年（1928年），县佐辖区由迪化县析出，设立乾德县。1945年10月28日，析出迪化县城区及其附近地，设立迪化市。
1954年2月，迪化县改名为乌鲁木齐县。7月，乌鲁木齐县从乌鲁木齐专区划归昌吉回族自治州。1958年春，乌鲁木齐县的近北郊地区分别划归乌鲁木齐市、昌吉县及米泉县管辖。1959年12月，乌鲁木齐县由昌吉回族自治州划归乌鲁木齐市管辖，同时将乌鲁木齐市郊区与乌鲁木齐县合并为乌鲁木齐县。1960年1月，原1958年划归米泉县、昌吉县的县域复归乌鲁木齐县。1964年到1965年，乌鲁木齐县三坪农场、西山农场划归自治区农垦厅乌鲁木齐西郊管理处管理，长胜大队划归自治区畜牧厅种畜场，天山牧场划归乌鲁木齐市食品公司，安宁渠公社河西大队一队部分地区划归自治区农业厅良种场，头屯公社四户坝地区划归昌吉县，地窝堡公社三十五户地区划归铁路局火车西站。1987年，乌鲁木齐县芦草沟乡划归乌鲁木齐市东山区管辖。
2001年1月，乌鲁木齐县大湾乡划归乌鲁木齐市天山区管辖，二工乡和地窝堡乡划归乌鲁木齐市新市区管辖，大湾乡仓房沟村和二工乡九家湾村（不含八队）划归乌鲁木齐市沙依巴克区管辖，地窝堡乡河南庄子村划归乌鲁木齐市头屯河区管辖，七道湾乡划归乌鲁木齐市水磨沟区管辖，七道湾乡卡子湾村划归乌鲁木齐市东山区管辖。2002年，乌鲁木齐县达板城镇、东沟乡、西沟乡、阿克苏乡、柴窝堡乡划归乌鲁木齐市南泉区管辖。2011年3月，乌鲁木齐县青格达湖乡、六十户乡和安宁渠镇划归乌鲁木齐市新市区管辖。

## 地理
乌鲁木齐县位于北纬43°01′08″～44°06′11″，东经86°37′56″～88°58′22″之间，地处中天山北麓，准噶尔盆地南缘。东边与达坂城区相邻，南边以天山吐格塔格达坂为界与吐鲁番市托克逊县、巴音郭楞蒙古自治州和静县相依，西边与头屯河区相邻，北边与天山区、沙依巴克区相邻，县面积410754.78公顷。乌鲁木齐县东面、南面、西面环山，北面和中间开阔平坦，城区和农区分布在平原，林区、牧区分布在山区，矿区分布在低山-丘陵区。地势总体南高北低、西高东低，自然坡降12%～15%。
乌鲁木齐县气候属中温带大陆干旱气候，四季分配不均，气温在地区分布上差异很大：平原和低山地区夏季短促炎热，冬季漫长寒冷；达坂城谷地比较凉爽；南部山区只有冷季和暖季，暖季为139～198天，冷季为167～226天。年平均气温平原、低山农区为5～7℃，南山前山带为2～5℃，其余地区随海拔高度的增高而降低，大约每升高100米降低0.4—0.6℃左右。县境内的降水差异很大，降水量最多的地区是南山小渠子一带，平均降水量为537.9毫米；最少的地区是柴窝堡盆地，平均降水量为43.4毫米。夏季降水量最多，占全年的30％～40％；冬季降水量少，占全年的5％以下，积雪稳定。境内的河流为乌鲁木齐河、头屯河、白杨河、柴窝堡湖，以冰雪融水补给为主，年径流量10.81亿立方米，水位季节变化大，均为内陆河。
乌鲁木齐县资源丰富。天山冰川和永久性积雪面积164平方千米，固定储量73.9亿立方米。已查明矿种有8种，主要有煤、石灰石、耐火黏土、熔剂灰岩等。药用野生植物有雪莲、贝母、党参、麻黄、甘草、红花、锁阳、大黄、益母草、当归、大蓟、小蓟等200多种。野生动物有数10种，国家一级保护动物有雪豹、北山羊、黑鹳、大鸨4种，有国家二级保护动物棕熊、猞猁、雪鸡等20种。

## 经济社会
2018年，乌鲁木齐县完成地区生产总值25.04亿元人民币，其中第一产业实现增加值7.6亿元人民币，第二产业实现增加值5.5亿元人民币，第三产业实现增加值11.94亿元人民币。全县居民为52763人，农村经济总收入144903.4万元人民币，农牧民人均纯收入20805元人民币，农村居民人均可支配收入18970元人民币。2020年末，根據全國第七次人口普查結果顯示：全县常住人口为73590人。
2018年，乌鲁木齐县农林牧渔业总产值114477.98万元人民币，其中农业总产值45381.9万元人民币，林业产值1680万元人民币，畜牧业总产值65576.08万元人民币，农林牧渔服务业产值1840万元人民币。全县完成现价工业总产值97085万元人民币，完成工业销售产值97085万元人民币，已实现工业增加值48614万元人民币，建筑业总产值4796万元人民币。全县完成固定资产投资54.3亿元人民币，社会消费品零售总额102968万元人民币，实现地方财政收入104332万元人民币，完成一般公共预算收入完成57943万元人民币。金融机构各项存款余284727万元人民币，金融机构各项贷款余额81388万元人民币。全县接待游客1000.93万人次，实现旅游收入9.5亿元人民币。
2018年，乌鲁木齐县普通中学高中学生209人，普通中学初中学生1638人，小学学生3954人；普通中学教师428人，小学教师116人。全县共有卫生机构7个，41个村卫生室，卫生机构床位数75床；卫生技术人员197人，其中执业医师88人。

## 行政区划
乌鲁木齐县下辖2个街道办事处、2个镇、3个乡：清水泉片区管委会街道、谢家沟片区管委会街道、水西沟镇、板房沟镇、萨尔达坂乡、甘沟乡和托里乡。
| 统计用区划代码 | 名称                 |
| -------------- | -------------------- |
| 650121001000   | 清水泉片区管委会街道 |
| 650121002000   | 谢家沟片区管委会街道 |
| 650121100000   | 水西沟镇             |
| 650121102000   | 板房沟镇             |
| 650121207000   | 萨尔达坂乡           |
| 650121208000   | 甘沟乡               |
| 650121213000   | 托里乡               |

## 交通
- 连霍高速、 216国道过境。

## 註解
1. ↑  1950年，设立迪化专区。1954年，迪化专区更名乌鲁木齐专区。
2. ↑  但长胜大队的土地管理仍由乌鲁木齐县建设局、土地局负责，土地规划由乌鲁木齐县土地规划建设局负责审批。2001年，长胜大队的社会治安、税务等事务由沙依巴克区管理。2010年，长胜大队社会事务移交沙依巴克区管理。